# Pierre Giffart
Pierre Giffart, né le 27 mars 1643 et mort à Paris le 20 avril 1723, est un graveur et éditeur français.

## Œuvres

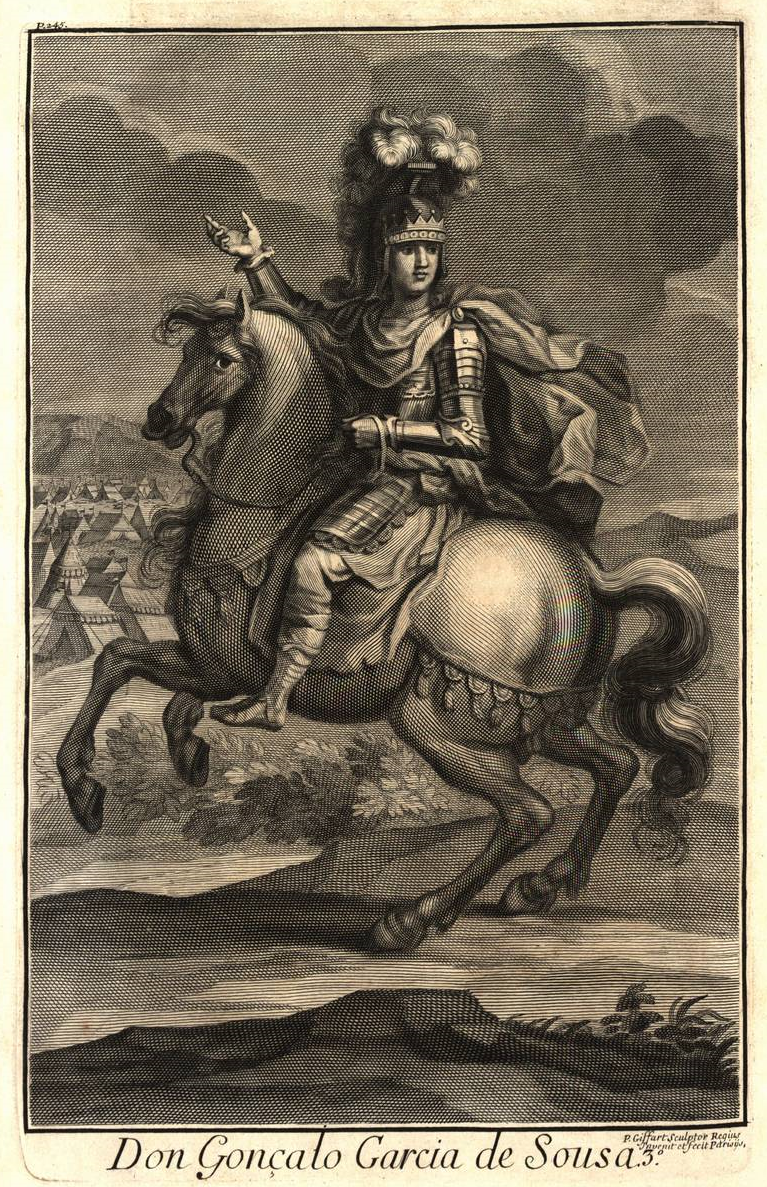
Don Gonçalo Garcia de Sousa (1694).

- Portrait du pape Clément XI, gravure.
- Vanité, gravure.
- Vue de la Machine de Marly, gravure d'après Liévin Cruyl.
- De re diplomatica, cinquante huit gravures illustrant le livre.

## Livres publiés par Pierre Giffart (liste partielle)
- 1710
  - GUEROULT du PAS (P. J.) : Recueil de vues de tous les différents bâtiments de la Méditerranée et de l'Océan avec leurs noms et usages
  - LEROUX Jean, La clef de Nostradamus, isagogue ou introduction au véritable sens des prophéties de ce fameux auteur, avec la critique touchant les sentiments et interprétations de ceux qui ont ci-devant écrit sur cette matière
- 1714
  - Louis Feuillée., Journal des Observations physiques, mathématiques et botaniques. Faites par l'ordre du Roy sur les Côtes orientales de l'Amérique Méridionale, & dans les Indes Occidentales, depuis l'année 1707 jusques en 1712, 3 volumes.